# Ібрагім Сорі
Ібрагім Сорі I (д/н — бл. 1791/1792) — 2-й альмамі імамату Фута-Джаллон в 1751—1781 і 1788—1791/1792 роках. Відомий також як Ібрагім Єро Пуре (Ібрагім Йєро Пате), Ібрагім Сорі Модо. Лакаб Сорі перекладається як «Ранопрокидающий», а Модо (Мавдо) — «Великий».

## Життєпис
Походив зі знатного роду фульбе. Син володаря (улами) володіння в Фоде-Хаджі. З часом успадкував цей титул. У 1726 року приєднався до свого стриєчного брата Ібрагіма Самбегу, що оголосив джихад усім немусульманським народам. Невдовзі завдяки військовому хисту очолив військо, а Ібрагім Самбегу, що став альмамі під ім'ям Карамоко Альфа залишився політичним лідером. 1748 року через погіршення психичного стану останнього Вища Рада уламів передала фактичну владу Ібрагіму.
1751 року після смерті Карамоко Альфи оголошений новим альмамі. Він продовжив розширення та зміцнення імамату Фута-Джаллон. Втім звернув більше увагу на захоплення торгівельних шляхів та збільшення работоргівлі, що давало чималий зиск. 1754 року спільно з Єлла Дансою, мансою Солімана, сплюндрував область Фарабана. 1755 року з новим мансою Солімана — Тахабайром — знову вдерся до Фарабани.
1762 року спільно з союзниками солімана (група з плем'яного союзу дьлонке) атакував васулунке (з народу малінке), проте зазнав поразки біля Балії від Конде Бірами, манси Санкарану (держава малінке на півдненний схід). В результаті соліма перейшла на бік васулу, які напали на імамат, захопивши 1763 році столицю Тімбу. Але 1767 року Ібрагім Сорі завдав супротивнику поразки біля Фугумби. Лише у 1776 році Ібрагім Сорі завдав їм остаточної поразки, змусивши Солімана визнати владу альмамі.
Завершив організацію держави, постійно збільшуючи вагу титулу альмамі. В цьому він невдовзі стикнувся з протидією Вищої ради уламів, що бажала зберегти імамат у формі сворідної конфедерації. У 1780 році війська альмамі увійшли до Фугумби, розігнавши Раду, стративши низку членів. У відповідь його супротивники оголосили альмамі Альфа Мамаду Садіу.
Невдовзі почалася війна Мамаду Садіу проти Ібрагіма Конде, манси Санкарана (сина Конде Бірами). В цій війні у 1788 році здобув перемогу Ібрагім Сорі, який до 1791 року зміцнив владу в імаматі. Помер 1791 або 1792 року. Йому спадкував син Саїд.